# 布赖霍尔茨
布赖霍尔茨是德国石勒苏益格－荷尔斯泰因州的一个市镇。总面积18.49平方公里，总人口1393人，其中男性702人，女性691人（2011年12月31日），人口密度75人/平方公里。